# Paul Thagard
Paul Thagard, né le 28 septembre 1950 à Yorkton en Saskatchewan, est un professeur de philosophie canadien.
Il est directeur du programme interdisciplinaire de science cognitive à l’Université de Waterloo. 
Il est diplômé des universités suivantes : de la Saskatchewan, Cambridge, de Toronto et du Michigan. 
Paul Thagard est l’auteur ou coauteur de huit livres et directeur ou codirecteur de rédaction de trois autres manuels. Il a aussi suivi de près la publication de 200 autres articles qui ont paru dans de prépondérants journaux de philosophie, d’intelligence artificielle et de science cognitive. 
Il est le plus grand chercheur canadien dans le domaine de la science cognitive, laquelle allie philosophie, psychologie, neuroscience, informatique, linguistique et anthropologie pour étudier la pensée et l’intelligence. 
Il est l'auteur d'une classification des trois types de sérendipité.
Il est l'auteur d'un classification des raisonnements par abduction en quatre types :
- l'abduction simple
- l'abduction existentielle
- l'abduction analogique
- l'abduction qui produit des règles[1]

## Honneurs
- 1997 - Bourse Killam
- 1999 - Fellow de la Société royale du Canada
- 2003 - Prix d’excellence en recherche de l'Université de Waterloo
- 2006 - Fellow de la Cognitive Science Society
- 2007 - Prix Molson